# Okręgowe rozgrywki w piłce nożnej woj. olsztyńskiego (1963/1964)
Drużyny z województwa olsztyńskiego występujące w ligach centralnych i makroregionalnych:
- I liga – brak
- II liga – brak

Rozgrywki okręgowe:
- III liga okręgowa (III poziom rozgrywkowy)
- klasa A  - 2 grupy (IV poziom rozgrywkowy)
- klasa B - 3 grupy (V poziom rozgrywkowy)
- klasa C(LZS) - podział na grupy (VI poziom rozgrywkowy)

## III liga okręgowa
| Poz. | Klub                   | M  | Pkt. |
| ---- | ---------------------- | -- | ---- |
| 1    | Warmia Olsztyn         | 18 | 31   |
| 2    | Grunwald Ostróda       | 18 | 24   |
| 3    | Sokół Ostróda          | 18 | 22   |
| 4    | Gwardia Olsztyn        | 18 | 20   |
| 5    | Granica Kętrzyn        | 18 | 18   |
| 6    | Zatoka Braniewo(b)     | 18 | 15   |
| 7    | Victoria Bartoszyce    | 18 | 14   |
| 8    | Vęgoria Węgorzewo      | 18 | 13   |
| 9    | Jurand Bemowo Piskie   | 18 | 13   |
| 10   | OKS/Stomil Olsztyn (b) | 18 | 10   |

- Warmia Olsztyn awansowała do II ligi

## Klasa A

### grupa I
| Poz. | Klub                           | M  | Pkt. |
| ---- | ------------------------------ | -- | ---- |
| 1    | Stal Giżycko                   | 14 | 20   |
| 2    | Polonia Lidzbark Warmiński (s) | 14 | 20   |
| 3    | Warmia II Olsztyn              | 14 | 18   |
| 4    | Podchorążak Szczytno           | 14 | 18   |
| 5    | Tęcza Biskupiec                | 14 | 13   |
| 6    | Mazur Pisz                     | 14 | 9    |
| 7    | Mazury Mrągowo (b)             | 14 | 7    |
| 8    | Orlęta Reszel                  | 14 | 7    |

### grupa II
| Poz. | Klub                         | M  | Pkt. |
| ---- | ---------------------------- | -- | ---- |
| 1    | Jeziorak Iława               | 14 | 23   |
| 2    | Huragan Morąg (s)            | 14 | 23   |
| 3    | Start Działdowo              | 14 | 15   |
| 4    | Olimpia Olsztynek            | 14 | 13   |
| 5    | Grunwald II Ostróda          | 14 | 12   |
| 6    | Drwęca Nowe Miasto Lubawskie | 14 | 11   |
| 7    | Unia Susz (b)                | 14 | 9    |
| 8    | Gwardia II Olsztyn (b)       | 14 | 8    |

## Klasa B
- grupa I - awans: brak danych
- grupa II - awans: brak danych
- grupa III - awans: brak danych